# Ruggiero di Lauria
Ruggiero di Lauria, olaszul néha Loria, katalánul de Llúria, angolul és franciául Roger de Lauria (Scalea vagy Lauria, Szicíliai Királyság, 1250. január 17. – Valencia, Aragóniai Királyság, 1305. január 19.) olasz származású admirális Szicília aragóniai királyainak szolgálatában.

## Élete
Apja Riccardo di Lauria, anyja Doña Bella, Hauteville-i Konstancia szicíliai királyné dajkája. Apja elesett a beneventói csatában (1266), urát, Konradint pedig elfogták és 1268-ban lefejezték az Anjouk, ezért anyjával Aragóniába menekült. Ruggiero Barcelonában nőtt fel Pedro herceg kíséretének tagjaként. 1270 és 1280 között különböző földbirtokokat kapott Aragóniában. I. Jakab halála után (1276) aktívan részt vett a királyság irányításában, amikor az ország muszlim lakossága fellázadt az aragóniaiak ellen. Ezen év nyarán tiszttartóvá (baiulus) nevezték ki, valamint Cocentaina és Alcoi városok védelmét kellett ellátnia. 1278-ban rövid időre a Valenciai Királyság helytartói tisztét is betöltötte.
Corrado Lanciával, aki kétszeresen is sógora lett, miután egymás testvérét vették feleségül, együtt léptek be a hadseregbe. Pedro herceg, a későbbi III. Péter, majd II. Jakab később II. Frigyes szicíliai király szolgálatában aratta tengeri győzelmeit az Anjou-flotta fölött. 1282-ig nem vett részt az afrikai és szicíliai hadjáratokban, ez év őszén érkezett Szicíliába. A szicíliai és aragóniai flotta parancsnokává 1283. április 20-án nevezték ki a király természetes fia, Jaime Peréz helyett. Ekkor kapcsolódott be a Szicíliai vecsernye utáni hadjáratba az Anjouk ellen. Megszervezte Szicília és a calabriai aragóniai hídfő védelmét, májusban pedig már Konstancia királyné és Jakab infáns tanácsadója volt. A következő években Szicíliában is kapott birtokadományokat.
Első győzelmét a Málta szigetét még megszállva tartó franciák ellen aratta 1283-ban. Miután híreket kapott a Nápolyból indult 18 Anjou hajóról, ez év júliusában beszorította őket a Nagy Kikötőbe, csatát nyert, tízet elsüllyesztett, nyolc pedig Barthélemy Bonvin parancsnoksága alatt elmenekült.
A következő évben Károly király már három flottát szerelt fel, ezért Lauria 30-35 gályával kihajózott Messinából, hogy ezek egyesülését megakadályozza. Ezután Nápolyhoz hajózott, ahol Károly koronaherceg üldözőbe vette. Nisidától délnyugatra, La Gaiola szigete előtt Lauria csatába bocsátkozott, és fényes győzelmet aratott, a herceget és több francia főurat is sikerült foglyul ejtenie. A flottát nem bocsátotta el, hanem Afrika partjaihoz vezette, ahol sikerült elfoglalnia és kifosztania Dzserba szigetét, amelyet később birtokul kapott.
1285 nyarán Calabria és Puglia partjait rohanta le, még Taranto városát is sikerült elfoglalnia, amikor III. Péter visszarendelte a flottát Aragónia partjaihoz, hogy a várható Anjou megszállást visszaverje. IV. Márton pápa ugyanis kiközösítette az aragóniai uralkodót, és Charles de Valoist, III. Fülöp francia király fiát jelölte ki aragóniai királlyá. Lauria augusztus 23-án érkezett Barcelonába, szeptember 3-4-én pedig 34 hajójával Rosas partjai előtt lerohant egy 25 gályából álló francia flottát, nagy részét megfutamította, és elfogta Giovanni Orreo (más forrás szerint Juan Escoto) admirálist is, a többi hajót pedig Languedoc és Provence partjaiig üldözte. Ezzel gyakorlatilag megelőzte a tervezett inváziót is, amely így nem számíthatott tengeri utánpótlásra, sőt a visszavonulás közben maga Fülöp is meghalt Perpignanban.
Novemberben már a Mallorca elfoglalására induló flotta parancsnoka. III. Péter azzal vádolta öccsét, II. Jakab mallorcai királyt, hogy III. Fülöpöt támogatta vele szemben. A szigetet szinte ellenállás nélkül sikerült elfoglalni. Lauriát itt érte Péter király halálhíre. Fiai felosztották maguk között országait, Lauria tevékenysége ettől kezdve főleg a Jakab király uralta Szicíliához kötődött.
1286 augusztusában elfoglalta a Qerqena szigeteket, amelyeket azonnal hűbérbirtokul kapott. A következő évben ismét flottát szerelt fel Palermóban és Messinában, ugyanis egy Anjou flotta visszafoglalta Máltát, sőt hídfőállást alakított ki Augusta környékén. Az időközben Nápolyba visszatérő flotta nyomába eredt, és 40 hajójával megtámadta a Castellammare di Stabia és Sorrento között gyülekező, addigra 60-80 gályára duzzadt flottát. A Toucy-i Narjaud vezette flotta 50 hajóját és sok nemest sikerült elfognia. Ez volt legnagyobb győzelme, nemcsak az ellenség túlereje miatt, hanem mert jó tíz évre megtörte az Anjouk tengeri próbálkozásait. A csata után kétéves fegyverszünetet köthetett a még mindig fogoly Károly herceg régenseivel, Artois II. Róberttel és a parmai Gerardo Bianchival.
Győzelme ellenére hazaárulás vádjával kellett szembenéznie, ugyanis szemére vetették, hogy nem használta ki győzelmét, és megelégedett Capri, Ischia és Procida átengedésével. Leghevesebb vádlója Bernat Sarriá volt, aki egy évvel korábban maga is sikerrel portyázott a Nápolyi-öbölben, ezért azt remélte, kinevezik a flotta admirálisává. Ellentétüket kiélezte, hogy birtokaik mindkét országban szomszédosak voltak. A helyzet egy formális párbajban csúcsosodott ki 1292-ben.
1289-ben Jakab király csapatait szállította Gaeta város elfoglalására, amelynek sikertelensége végül a status quo alapján kötött fegyverszünethez vezetett. 1290-ben Afrika partjainál portyázott, majd 1291-ben visszatért Katalóniába, mikor III. Alfonz váratlanul meghalt. Ettől az évtől a Szicília helytartójává kinevezett Frigyes infáns tanácsadója.
Egyre többet törődött saját vagyona gyarapításával is. A rabszolga-kereskedelem, a szicíliai gabona importja Aragóniába, birtokai jövedelme a kettős királyság egyik legvagyonosabb emberévé és II. Jakab király legnagyobb hitelezőjévé emelte.
Az 1295-ös Anagni szerződés formálisan megváltoztatta a helyzetet Itáliában. Jakab király névleg visszaadta Szicíliát VIII. Bonifác pápának, ám valójában öccse, Frigyes infáns lett a király. Lauria részt vett Frigyes és a pápa találkozóján, majd a pápa – mint törvényes földesúr – megerősítette Lauriát korábbi birtokaiban. Szerepet vállalt a Frigyest királlyá választó országgyűlésen Cataniában és a koronázáskor 1296-ban Palermóban.
Ebben az évben azonban szembekerült a királlyal, aki inkább Blasco d'Alagona tanácsait követte. Amikor 1297-ben II. Jakab is megfosztotta Lauriát ibériai birtokaitól, végképp elfordult Frigyestől. Februárban végül elhagyta Szicíliát, birtokai kormányzását unokaöccsére, Giovannira hagyva; ám a király állami tulajdonba vette azokat. Rómába érkezése után Jakab király visszahelyezte Lauriát admirálisi pozíciójába, és visszakapta ibériai birtokait. Miután pedig Bonifác pápa Jakabot kinevezte a Keresztény egyház admirálisává, Lauria lett a helyettese ebben a pozícióban. II. Károly ezután a (nápolyi) Szicíliai Királyság admirálisává és Acerno bárójává tette.
1297 nyarán megpróbálta visszafoglalni Catanzaro városát az Anjouk számára, ekkor szenvedte el egyetlen vereségét Blasco d'Alagona ellenében. Ezután visszatért Aragóniába, ahol a II. Frigyes ellen induló flotta felkészítésében vett részt. A flottát formálisan Jakab király, gyakorlatilag Lauria vezette, ezért az itáliai és szicíliai hadjárat nagyrészt korábban elvett birtokaira koncentrálódott. Siracusa sikertelen ostroma után visszatértek Nápolyba. 1299-ben 58 hajóval Frigyes ellen indult, és az Orlando-fok előtt győzelmet aratott, 22 hajót foglyul ejtett. Jakab azonban futni hagyta öccsét, amiért Lauria bepanaszolta a pápa előtt, mert ennyire gyűlölte Frigyest.
1300-ban névleg Málta grófja lett, ám a szigetek Frigyes kezében voltak. Ebben az évben Nápolyhoz csalta Corrado Doria új szicíliai admirálist, győzelme azonban értéktelen maradt, mert II. Károly – miután fia fogságba esett – nem akart háborúzni. A háború utolsó éveiben már nem zajlottak harci cselekmények. Ez a mellőzöttség is vezethetett Lauria egyre romló egészségi állapotához. 1302-ben már halálos betegnek mondják. 1303-ban nagyszabású hadművelet tervezésében vett részt Alexandria és Kairó ellen, amelyből azonban a pápa támogatása ellenére nem lett semmi. 1304-ben Tunéziában kibékül II. Frigyessel, aki követségbe küldi testvéréhez egy Bizánc elleni közös támadás tervével. Visszatért Valenciába, itt, vagy közeli birtokain töltötte utolsó hónapjait. 1305. január 19-én halt meg Valenciában. A saját maga alapította Santes Creus kolostorban temették el.
Stratégiai képességei alapvetően meghatározták a Szicíliai vecsernyét követő háború kimenetelét, sikereinek döntő jelentősége volt abban, hogy Aragónia egyre hatalmasabb ellenségeivel szemben is meg tudta tartani Szicília uralmát. Erőszakos és kíméletlen személyisége azonban már kortársai szemében is ellenszenvessé tette.

## Családja
Kétszer házasodott.
Első felesége Margherita Lancia (1279). Gyermekei:
- Ruggero (Rogeronus): epilepsziás. Minden birtokában apja örököse 1307-es haláláig
- Beatrice
- Gioffredina
- Ilaria

Második felesége Saurina d'Entença (1291). Gyermekei:
- Roberto: fiatalon meghalt
- Berengario: féltestvére halála után apja örököse
- Carlo
- Margherita

## Érdekesség
A spanyol haditengerészet D-42 torpedórombolója a Roger de Lauria nevet viselte.